# Списък на общините в България с повече от 40 населени места
Това е списък на общините в България с повече от 40 населени места в състава си.
1. Община Габрово – 134 населени места
2. Община Елена – 124 населени места
3. Община Кърджали – 118 населени места
4. Община Трявна – 106 населени места
5. Община Велико Търново – 89 населени места
6. Община Смолян – 86 населени места
7. Община Крумовград – 80 населени места
8. Община Кирково – 72 населени места
9. Община Кюстендил – 72 населени места
10. Община Добричка – 68 населени места
11. Община Дряново – 63 населени места
12. Община Антоново – 60 населени места
13. Община Петрич – 55 населени места
14. Община Сандански – 54 населени места
15. Община Ардино – 52 населени места
16. Община Търговище – 52 населени места
17. Община Трън – 52 населени места
18. Община Ивайловград – 51 населени места
19. Община Стара Загора – 51 населени места
20. Община Черноочене – 50 населени места
21. Община Момчилград – 49 населени места
22. Община Джебел – 47 населени места
23. Община Севлиево – 46 населени места
24. Община Сливен – 45 населени места
25. Община Мадан – 44 населени места
26. Община Тунджа – 44 населени места
27. Община Омуртаг – 43 населени места
28. Община Генерал Тошево – 42 населени места
29. Община Руен – 41 населени места